# Tyikló
Tyikló település Romániában, Szilágy megyében.

## Fekvése
Füzes mellett fekvő település.

## Története
Tyikló 1956 előtt Füzes része volt, 1956-ban  vált külön Füzestől, és lett önálló település. Története 1956-ig Füzes történetével azonos.
Tyiklónak 1956-ban 301 lakosa volt. 1966-ban 265 lakost számoltak össze a településen, valamennyien románok voltak. Az 1977-es népszámláláskor 176 román lakosa volt, 1992-ben Tyiklón 56 lakost számoltak össze.

## Nevezetesség
- A falu szélén álló Strâmba kolostor 18. századi fatemploma[1]